# سیارک ۱۵۷۲۳
سیارک ۱۵۷۲۳ (به انگلیسی: 15723 Girraween، نامگذاری:1990SA2) پانزده هزار و هفتصد و بیست و سومین سیارک کشف شده‌است که در ۲۰ سپتامبر ۱۹۹۰ کشف شد.
قدر مطلق سیارک برابر ۱۸.۶ است.